# Veyle
Pour les articles homonymes, voir Veyle (homonymie).
La Veyle est un cours d'eau du département de l'Ain en région Auvergne-Rhône-Alpes, en France, qui se jette dans la Saône en rive gauche, donc un sous-affluent du Rhône.

## Géographie
La longueur de son cours est de 66,8 kilomètres.
Cette rivière prend sa source à l'étang Magnenet, sur le territoire de la commune de Chalamont, dans l'est de la Dombes. 
À Pont-de-Veyle, elle se sépare en deux bras : la Veyle, au nord, et la Petite Veyle, qui se jettent à peu de distance l'une de l'autre dans la Saône, en rive gauche, sur la commune de Grièges, presque en face de Mâcon. 
- L'altitude à l'étang Magnenet est de 306 m[5].
- Le dénivelé : 140 m entre sa source et son confluent avec la Saône
- C'est une rivière de plaine, donc à débit lent.

### Communes et cantons traversés
La Veyle traverse vingt-deux communes et cinq cantons :
- Chalamont, Châtenay, Dompierre-sur-Veyle, Lent, Servas, Saint-André-sur-Vieux-Jonc, Péronnas, Saint-Rémy, Saint-Denis-lès-Bourg, Buellas, Polliat, Mézériat, Vonnas, Saint-Julien-sur-Veyle, Biziat, Perrex, Saint-Jean-sur-Veyle, Laiz, Pont-de-Veyle, Crottet, Grièges, Saint-Laurent-sur-Saône[note 1].

Soit en termes de cantons, la Veyle prend source dans le canton de Ceyzériat, traverse les canton de Châtillon-sur-Chalaronne, canton de Ceyzériat, canton de Bourg-en-Bresse-2, canton d'Attignat et conflue sur le canton de Vonnas, le tout dans l'arrondissement de Bourg-en-Bresse.

### Toponymes
La Veyle a donné son nom aux quatre communes suivantes : Dompierre-sur-Veyle, Pont-de-Veyle, Saint-Jean-sur-Veyle, Saint-Julien-sur-Veyle.

### Bassin versant

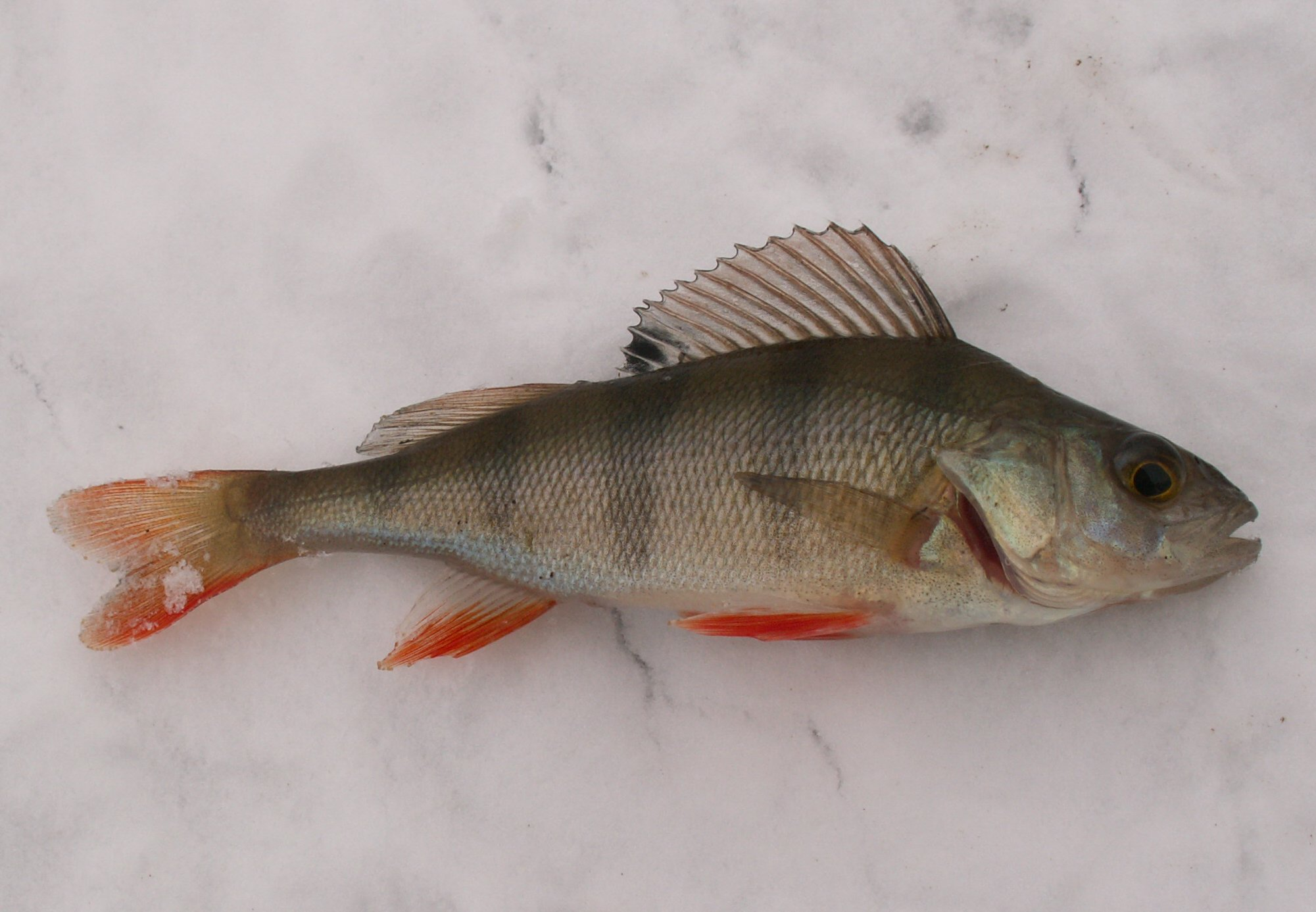
Perche commune.

La Veyle traverse vingt-deux communes pour 38 691 habitants sur une superficie de 323 km2 avec une densité de 119,6 hab./km2 à 226 m d'altitude moyenne.
Autour de la Veyle, il y a environ 53 000 habitants.

### Organisme gestionnaire
Cinquante-deux communes font partie du bassin versant de la Veyle, dont cinquante-et-une adhèrent au Syndicat Mixte Veyle Vivante pour une superficie de 672 km2.

## Affluents et défluents

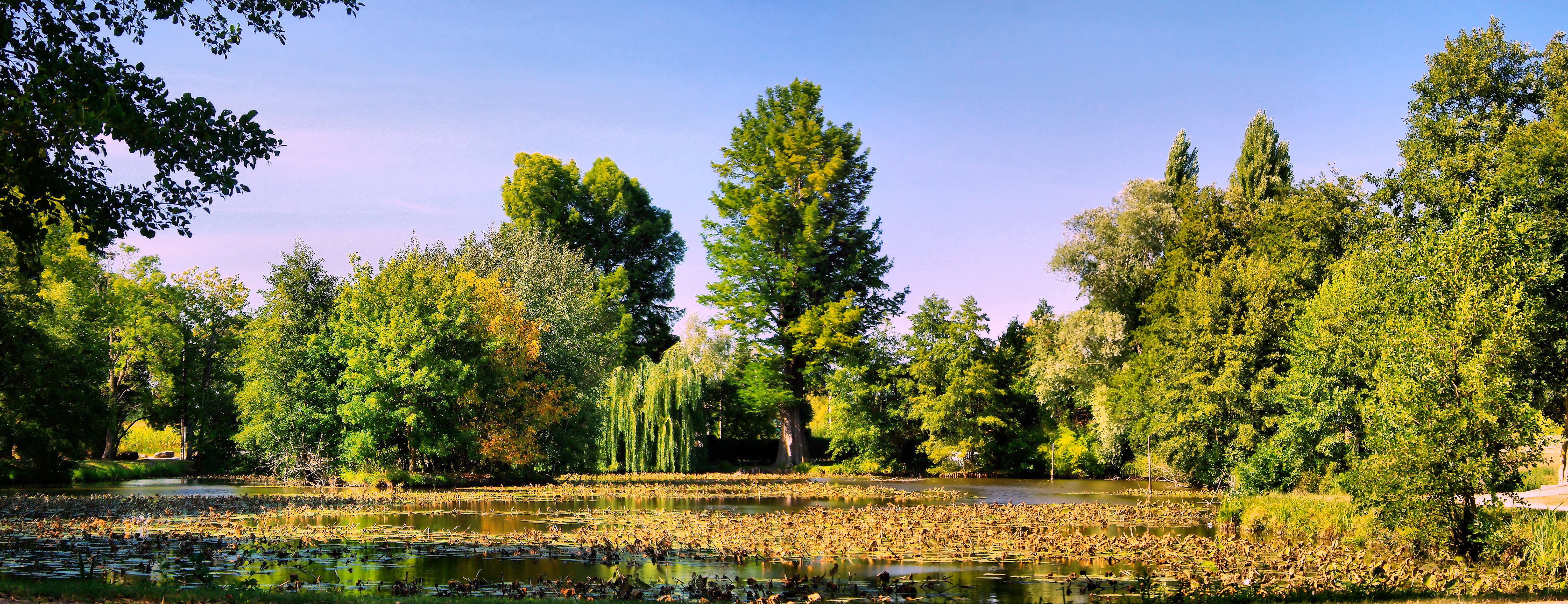
Plan d'eau à Dompierre-sur-Veyle.

La Veyle a quinze affluents référencés :
- Le Bief de Pommier ou Bief Lentet ou Bief de l'Étang Laville (rd[note 2]) 10,8 km[6] sur les trois communes de Dompierre-sur-Veyle, Lent et Servas.
- Le Ruisseau des Poches (rd) 7,4 km[7] sur les cinq communes de Lent, Péronnas, Servas, Saint-Rémy, Saint-Denis-lès-Bourg.
- La Viole (rd) 2,8 km sur les trois communes de Saint-Rémy, Buellas, Saint-Denis-lès-Bourg.
- Le Bief de Richonnière (rd) 2,9 km sur les quatre communes de Polliat, Viriat, Buellas, Saint-Denis-lès-Bourg.
- Le Bief de Chamanbard (rg) 2,7 km sur les trois communes de Polliat, Buellas, Saint-Denis-lès-Bourg.
- L’Iragnon (rd) 2,3 km sur la seule commune de Polliat.
- L’Etre (rg) 3,6 km sur les trois communes de Montcet, Polliat, Buellas.
- L' Irance (rg) 31,2 km sur onze communes avec cinq affluents dont le Vieux Jonc (rd) 27,6 km sur onze communes avec cinq affluents.
- Le Bief des Marais (rg) 3,4 km sur les trois communes de Chanoz-Châtenay, Vonnas, Chaveyriat.
- Le Bief d'Arcon (rg) 4,9 km sur les quatre communes de Mézériat, Chanoz-Châtenay, Vonnas, Chaveyriat.
- Le Renon (rg) 40,8 km sur dix communes avec deux affluents.
- Le Bief (rd) 3,2 km sur les trois communes de Biziat, Perrex, Vonnas.

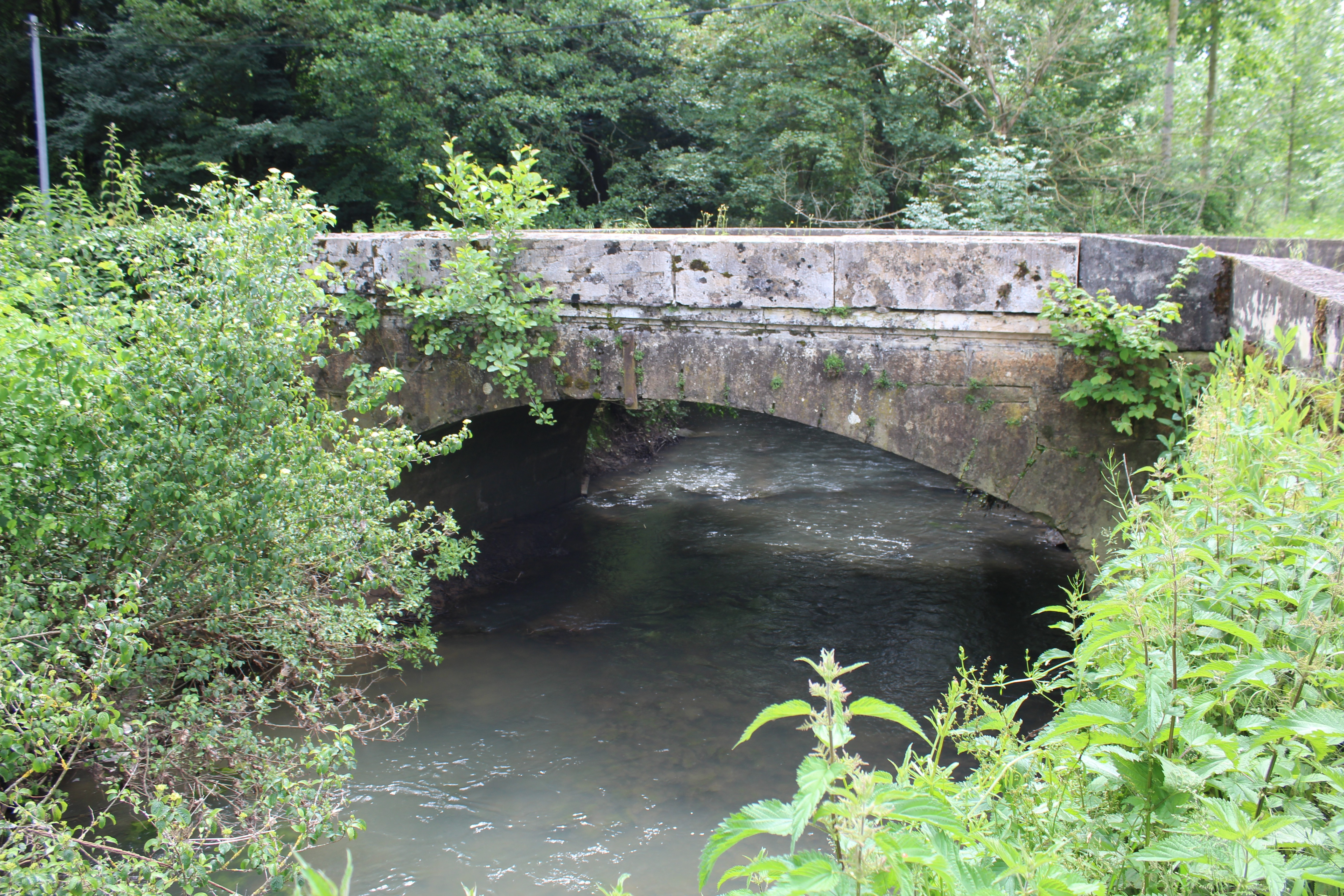
Le Menthon à Saint-Cyr-sur-Menthon.

- Le Menthon (rd) 13,1 km avec six communes et un affluent[8].
- La Petite Veyle (rg) 4,3 km[9] bras gauche de la Veyle, c'est-à-dire défluent puis affluent, sur les quatre communes de Biziat, Perrex, Saint-Jean-sur-Veyle, Laiz avec un affluent :
  - Le Bief Bourbon (rg) 10,7 km[10] sur les six communes de L'Abergement-Clémenciat, Illiat, Biziat, Perrex, Saint-Julien-sur-Veyle, Sulignat avec un affluent :
    - Le Bief Berthelon (rx) 4,2 km sur les cinq communes de L'Abergement-Clémenciat, Biziat, Vonnas, Saint-Julien-sur-Veyle, Sulignat
- Le Bief de la Fontaine de Fer (rd) 3,5 km sur les quatre communes de Bâgé-la-Ville, Crottet, Saint-Jean-sur-Veyle, Saint-André-de-Bâgé.

### Le défluent La Petite Veyle
Il faut ajouter un défluent gauche de la Veyle : la Petite Veyle 8,2 km (à ne pas confondre donc avec son bras gauche proche) se jetant dans la Saône, sur les cinq communes de Grièges (confluence), Crottet, Pont-de-Veyle, Saint-Jean-sur-Veyle, Laiz avec trois affluents :
- le Ruisseau Montbattant ou MontBallant selon Géoportail (rg) 0,5 km sur les trois communes de Grièges, Crottet, Pont-de-Veyle mais aussi défluent de la Veyle ;
- le Bief de Malivert ou Bief de Vieudon ou ruisseau les Guillones ou bief du Pré Carré (rg) 11,6 km sur les six communes de Grièges, Illiat, Biziat, Pont-de-Veyle, Saint-André-d'Huiriat, Laiz avec un affluent :
  - le Bief La Suisse (rg) 1,9 km sur les deux communes de Cruzilles-lès-Mépillat, Laiz,
- le Guiron (rg) 4,3 km sur les quatre communes de Grièges, Cormoranche-sur-Saône, Cruzilles-lès-Mépillat, Laiz.

### Rang de Strahler
Donc le rang de Strahler de la Veyle est de quatre par l'Irance ou le Renon.

## Hydrologie

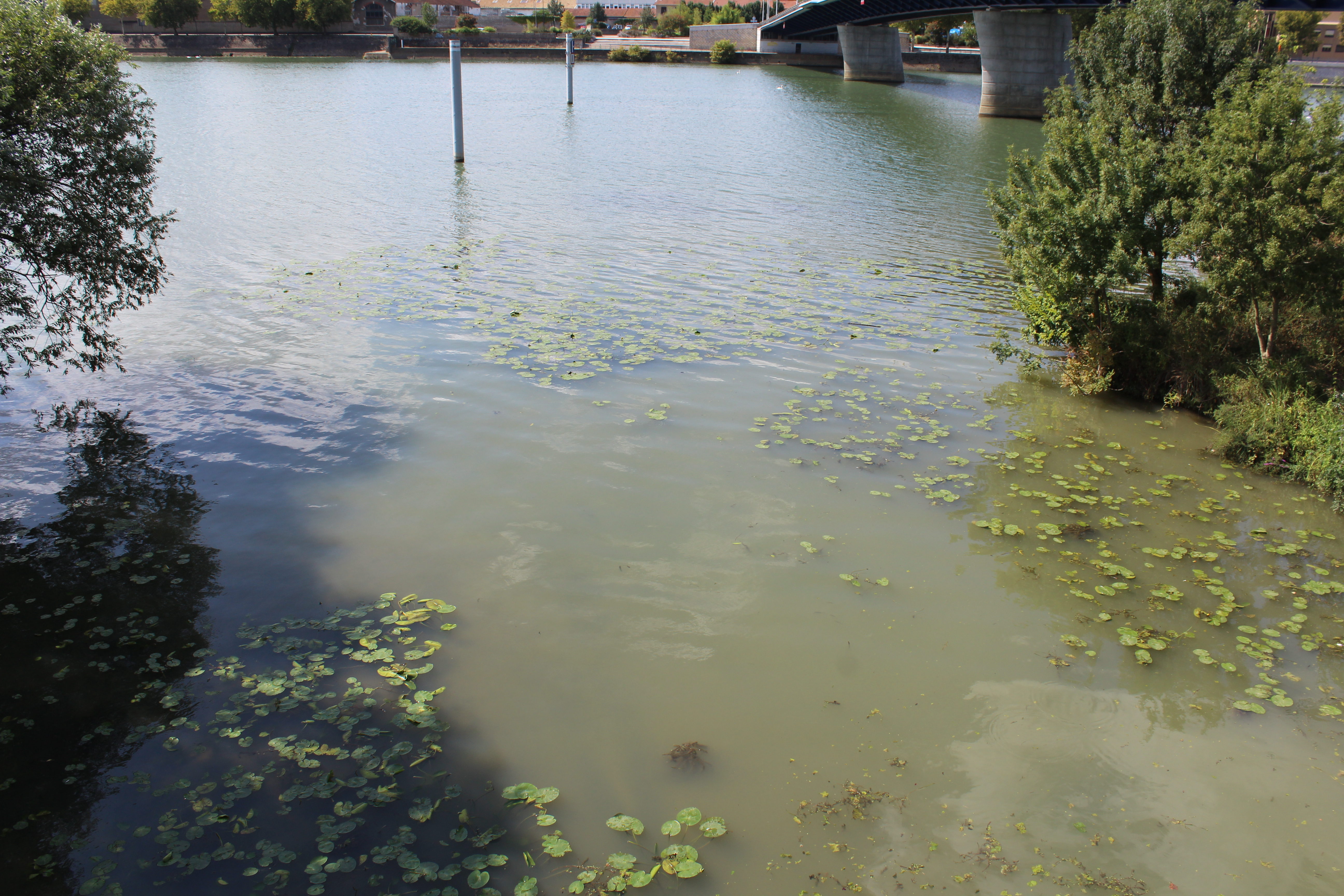
La Veyle se jetant dans la Saône.

Son régime hydrologique est dit pluvial.

### La Veyle à Biziat
Le module de la Veyle a été calculé à Biziat, à 182 m d'altitude ouverte depuis le 13 septembre 1990 mais avec une interruption entre juillet 2001 et décembre 2003,. Il se monte à 6,81 m3/s pour une surface de bassin de 490 km2, soit plus de 90 % de la totalité du bassin. 
La rivière présente des fluctuations saisonnières de débit typiques du bassin de la Saône, avec des hautes eaux d'automne-hiver-printemps portant le débit mensuel moyen au niveau de 9,14 à 10,8 m3/s de novembre à début avril inclus (avec deux maxima, l'un en novembre et l'autre en janvier), suivies d'une baisse progressive aboutissant à l'étiage d'été, de juin à début septembre, entraînant une baisse du débit moyen mensuel jusqu'à un minimum de 1,47 m3/s au mois d'août.

### Étiage ou basses eaux
À l'étiage, le VCN3 peut chuter jusque 0,66 m3/s (soit 660 litres par seconde), en cas de période quinquennale sèche, ce qui n'est pas trop sévère pour la région.

### Crues
Les crues peuvent être relativement importantes. En effet, le QIX 2 et le QIX 5 valent respectivement 75 et 83 m3/s. Le QIX 10 vaut 88 m3/s et le QIX 20 vaut 93 m3/s. Par contre le QIX 50 n'a pas encore été calculé faute de durée d'observation suffisante. 
Le débit maximal enregistré à Biziat est de 119 m3/s, mais ce chiffre n'a guère de signification, étant donné la courte période d'observation de 10 ans.

### Lame d'eau et débit spécifique
La lame d'eau écoulée dans le bassin versant de la rivière est de 438 millimètres annuellement, ce qui est élevé pour un cours d'eau de plaine et résulte des précipitations abondantes sur toute l'étendue de son bassin. Le débit spécifique (Qsp) atteint 13,9 litres par seconde et par kilomètre carré de bassin.

## Écologie et tourisme

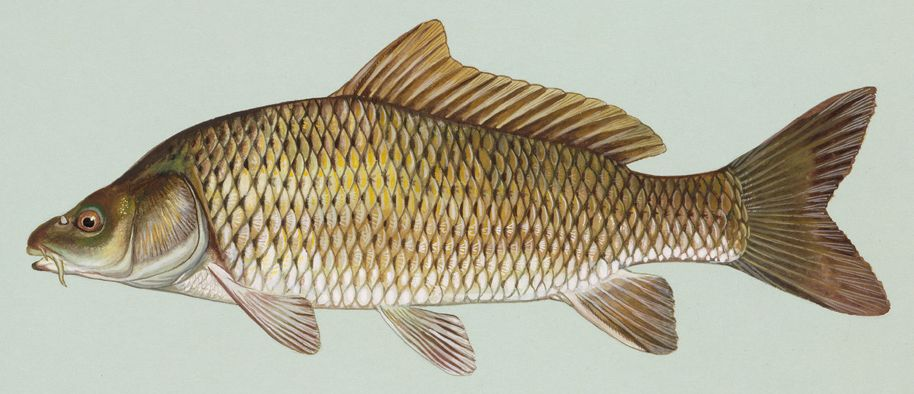
Carpe commune de la famille des cyprinidés.

Les activités possibles dans la rivière sont :
- La baignade, qui est autorisée
- La pêche est pratiquée pour les cyprinidés ou même pour la perche[15],[16]
- Les différentes activités nautiques

Cependant, la pollution est bel et bien présente dans la Veyle, le Syndicat mixte Veyle Vivante a donc été créé dans le but de lutter contre ces poisons, notamment en interdisant les rejets toxiques des entreprises toutes proches dans la Veyle. Il a également comme projet d'installer des stations d'épurations.  La Veyle est classée en mauvais état chimique et écologique en raison de la présence d‘hydrocarbure aromatique polycyclique.